# 야마나시 에이와 대학
야마나시 에이와 대학(일본어: 山梨英和大学, Yamanashi Eiwa College)은 야마나시현 고후시(甲府市) 요코네 쵸(横根町)에 있는 사립 대학이다. 학교 법인 야마나시 에이와 학원이 운영하고 있다.

## 연혁
야마나시 에이와 대학의 기원은 캐나다 감리교 선교사들의 협력에 의해 설립된 사립 야마나시 에이와 여학교(私立山梨英和女學校)이다.
- 1899년 사립 야마나시 에이와 여학교 고후 시 오타쵸(太田町)에 개교.
- 1911년 야마나시 에이와 여학교 부속 유치원 개설.
- 1941년 교명을 야마나시 에이와 여학교(山梨榮和女學校)로 변경.
- 1943년 중학교령에 의한 사립 야마나시 에이와 고등 여학교가 됨.
- 1947년 야마나시 에이와 중학교(신제) 개설.
- 1948년 야마나시 에이와 고등학교(신제) 개설.
- 1949년 야마나시 에이와 유치원 개설.
- 1950년 니라사키 에이와 유치원 개설.
- 1966년 야마나시 에이와 단기 대학(山梨英和短期大學) 개학. 국문과, 영문과 설치.
- 1968년 이사와(石和) 에이와 유치원 개설.
- 1969년 단기 대학의 학과명을 국문학과, 영문학과로 변경. 단기 대학에 전공과, 도서관 사서 과정 설치.
- 1991년 단기 대학에 정보문화학과 설치.
- 1996년 단기 대학의 학과명을 일본 문화 커뮤니케이션 학과, 영어 커뮤니케이션 학과, 정보 문화 학과로 변경.
- 2001년 단기 대학을 남녀공학으로 했다.
- 2002년 야마나시 에이와 대학 개학. 인간문화학부 인간문화학과 설치
- 2003년 대학에, 교직 과정, 도서관 사서 과정 및 박물관 학예원 과정 설치.
- 2004년 대학원 인간 문화 연구과 임상 심리학 전공(석사과정) 설치.

## 학부 및 학과
- 인간문화학부
  - 인간문화학과
    - 심리 카운셀링 분야
    - 정보 미디어 분야
    - 표현 문화 분야

## 대학원
- 인간문화연구과
  - 임상심리학 전공

## 교통
- 주오 본선 이사와온센역에서 버스로 환승.

## 국제 교류
- 대한민국 한양여자대학
- 대한민국 배화여자대학
- 대한민국 건양대학교
- 중국 대련대학
- 대만 진리대학
- 미국 GRAND VIEW COLLEGE
- 대한민국 이화여자고등
- 대한민국 전주대학교